# فرودگاه چیک-تونگ
فرودگاه چیک-تونگ (به انگلیسی: Chik-Tong Airport) یک فرودگاه نظامی است . این فرودگاه در کشور کره شمالی قرار دارد و در ارتفاع ۲۴۱ متری از سطح دریا واقع شده‌است.